# Davor Čop
Davor Čop (Rijeka, 31. listopada 1958.) je bivši hrvatski nogometaš i nogometni trener. Njegov sin Duje je također nogometaš.

## Karijera
Seniorsku karijeru je započeo u Hajduku iz Splita za koji igra od 1976. do 1980. godine. U tom periodu s Hajdukom osvaja Prvu saveznu ligu 1978./79. i Kup maršala Tita 1976./77. Godine 1980. odlazi u FK Napredak Kruševac, te se već 1982. vraća u Hajduk s kojim osvaja Kup maršala Tita 1983./84. U ljeto 1984. prelazi u vinkovački Dinamo (današnja Cibalija) za koji odigrava 61 susret i postiže 32 zgoditka. U sezoni 1985./86. postaje najbolji strijelac s postignuta 22 zgoditka. Tijekom ljeta 1987. godine napušta Dinamo i odlazi u talijanski Empoli za koji odigrava tek 9 utakmica bez postignutog gola. Nakon toga po drugi put dolazi u Vinkovce i odigrava 119 utakmica i postiže 44 gola. Svoju karijeru je okončao 1994. godine.
Poslije igračke karijere bavi se trenerskim poslom. Trenirao je nogometaše Cibalije, Solina, Mosora, Trogira, Gruda, Ljubuškog, Junaka, Virovitice, Primorca i Blatskog Športskog Kluba Zmaja.
Statistika u Hajduku
| Natjecanje        | Nastupi | Zgoditci |
| ----------------- | ------- | -------- |
| Prvenstvo         | 113     | 20       |
| Kup               | 11      | 1        |
| Superkup          | 0       | 0        |
| Međunarodne       | 13      | 3        |
| Splitski podsavez | 0       | 0        |
| Ukupno            | 137     | 24       |
| Prijateljske      | 48      | 35       |
| Sveukupno         | 185     | 59       |